# Palaeoxysticus extinctus
Palaeoxysticus extinctus Wunderlich, 1985 è un ragno fossile appartenente alla famiglia Thomisidae.
È l'unica specie nota del genere Palaeoxysticus.

## Caratteristiche
Genere fossile risalente al Neogene. I ragni sono costituiti da parti molli molto difficili da conservare dopo la morte; infatti i pochi resti fossili di aracnidi sono dovuti a condizioni eccezionali di seppellimento e solidificazione dei sedimenti.

## Distribuzione
La specie è stata rinvenuta nel giacimento di Randecker Maar, nei pressi della città tedesca di Limburgo, nel Baden-Württemberg.

## Tassonomia
Dal 1985 non sono stati esaminati altri esemplari, né sono state descritte sottospecie al 2015.